# 戸田由美

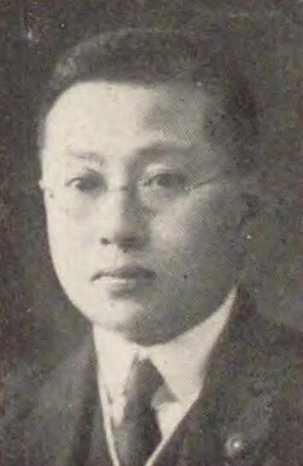
戸田由美

戸田 由美（とだ よしみ、1886年〈明治19年〉6月24日 - 1965年〈昭和40年〉7月23日）は、衆議院議員（憲政会→立憲民政党→国民同盟）。男性。埼玉県大宮市長（第2代）。

## 経歴
長野県上伊那郡東春近村（現在の伊那市）出身。1910年（明治43年）、慶應義塾大学部理財科を卒業。南信毎日新聞社専務取締役・主筆、南信絹糸紡績株式会社専務取締役、信産館製糸株式会社取締役を務め、また東春近村会議員に選ばれた。
1924年（大正13年）、第15回衆議院議員総選挙に出馬し、当選。第18回に至るまで連続4回当選を果たした。その間、濱口雄幸内閣総理大臣の秘書官を務めた。
1944年（昭和19年）には第2代大宮市長に選出された。
その他、協和商事株式会社取締役、片倉合名会社嘱託を務めた。